# Diagonaaldominante matrix
In de lineaire algebra, een deelgebied van de wiskunde, heet een matrix diagonaaldominant, als in elke rij van deze matrix,  de absolute waarde van het element op de diagonaal in die rij groter is dan de som van de absolute waarden van alle andere (niet-diagonale) elementen in die rij. 

## Definitie
De {\displaystyle n\times n}-matrix {\displaystyle A=(a_{ij})} heet diagonaaldominant als voor alle {\displaystyle i}
{\displaystyle |a_{ii}|\geq \sum _{j\neq i}|a_{ij}|}

## Variaties
De definitie in de bovenstaande paragraaf telt elementen over rijen op. Dit wordt daarom ook wel rijdiagonale dominantie genoemd. Bij optellen over kolommen spreek ment kolomdiagonale dominantie genoemd. 
De bovenstaande definitie maakt gebruik van een strikte ongelijkheid en wordt daarom soms strikte diagonale dominantie genoemd. Als men gebruikmaakt van een zwakke ongelijkheid ({\displaystyle \geq }), spreekt men van zwakke diagonale dominantie. De ongekwalificeerde term diagonaal dominant kan, afhankelijk van de context,  zowel strikte- als zwakke diagonale dominantie inhouden.
Als een irreducibele matrix zwak diagonaal dominant is, maar ten minste in één rij (of kolom) strikt diagonaal dominant is, dan is deze matrix irreducibel diagonaal dominant.

## Toepassingen en eigenschappen
Met behulp van de Gershgorin-cirkel stelling is een strikte (of irreducibele) diagonaal dominante matrix altijd inverteerbaar. Dit resultaat staat bekend als de stelling van Levy-Desplanques.
Een hermitisch diagonaal dominante matrix met reëelwaardige niet-negatief diagonale elementen is positief semi-definiet. Als de symmetrie-eis wordt geëlimineerd, is zo'n matrix niet noodzakelijkerwijs positief semi-definitiet, maar zijn de reële delen van zijn eigenwaarden echter wel niet-negatief. 
Bij het uitvoeren van Gauss-eliminatie (LU factorisatie) is bij een strikt kolomdiagonaal dominante matrix geen (gedeeltelijke) "pivotering" nodig.  
De methoden van Jacobi en de Gauss-Seidel om een stelsel van lineaire vergelijkingen op te lossen convergeren wanneer  het strikte (of irreducibel) diagonaal dominante matrix betreft. 
Veel matrices die voorkomen bij eindige-elementenmethoden zijn diagonaal dominant.

## Voetnoten
1. ↑  Zie bijvoorbeeld Horn en Johnson (1985, blz. 349) die de term gebruiken om zwakke diagonale dominantie aan te geven.
2. ↑   Horn en Johnson, Thm 6.1.10. Dit resultaat is onafhankelijk tientallen malen herontdekt. Een paar opmerkelijke herontdekkingen zijn Lévy (1881), Desplanques (1886), Minkowski (1900), Hadamard (1903), Schur, Markov (1908), Rohrbach (1931), Gershgorin (1931), Artin (1932), Ostrowski (1937) en Furtwängler (1936). Voor een geschiedenis van deze steeds "terugkerende stelling", zie: Taussky, Olga (1949). A recurring theorem on determinants (Een steeds terugkerende stelling over determinanten). American Mathematical Monthly 56: 672–676. . Een andere nuttige geschiedenis is in: Schneider, Hans (1977). Olga Taussky-Todd's influence on matrix theory and matrix theorists. Linear and Multilinear Algebra 5 (3): 197–224.